# Гавліковський Ришард-Конрад
Ришард Конрад Гавліко́вський (пол. Ryszard Konrad Gawlikowski; 14 листопада 1877, Берлін — 8 червня 1956, Тарнів) — польський живописець і педагог.

## Біографія
Народився 14 листопада 1877 року в місті Берліні (нині Федеративна Республіка Німеччина). Упродовж 1893—1898 років навчався у Краківській школі образотворчого мистецтва (викладач Леон Вичулковський); у 1898—1900 роках — у Мюнхенській академії мистецтв.
З 1900 року викладав рисунок у Львівській художньо-промисловій школі. Помер у Тарніві 8 червня 1956 року.

## Творчість
Працював під впливом мюнхенської школи живопису. Писав реалістичні побутові сцени, пейзажі, портрети. Серед робіт:
- «Краєвид Львова»;
- «Драгун» (1904);
- «Портрет дівчини»;
- «Композитор Я. Галль» (1905);
- «Художник Т. Рибковський» (1906);
- панно «Бориславські промисли» (1909; для колишнього будинку Львівської торгово-промислової палати);
- «Гуцул» (1909).

Брав участь у мистецьких виставках у Львові з 1904 року. Персональні виставки відбулися у Львові у 1906 та 1927 роках.
Окремі роботи художника зберігаються у Львівській галереї мистецтв.